# 鄒一桂

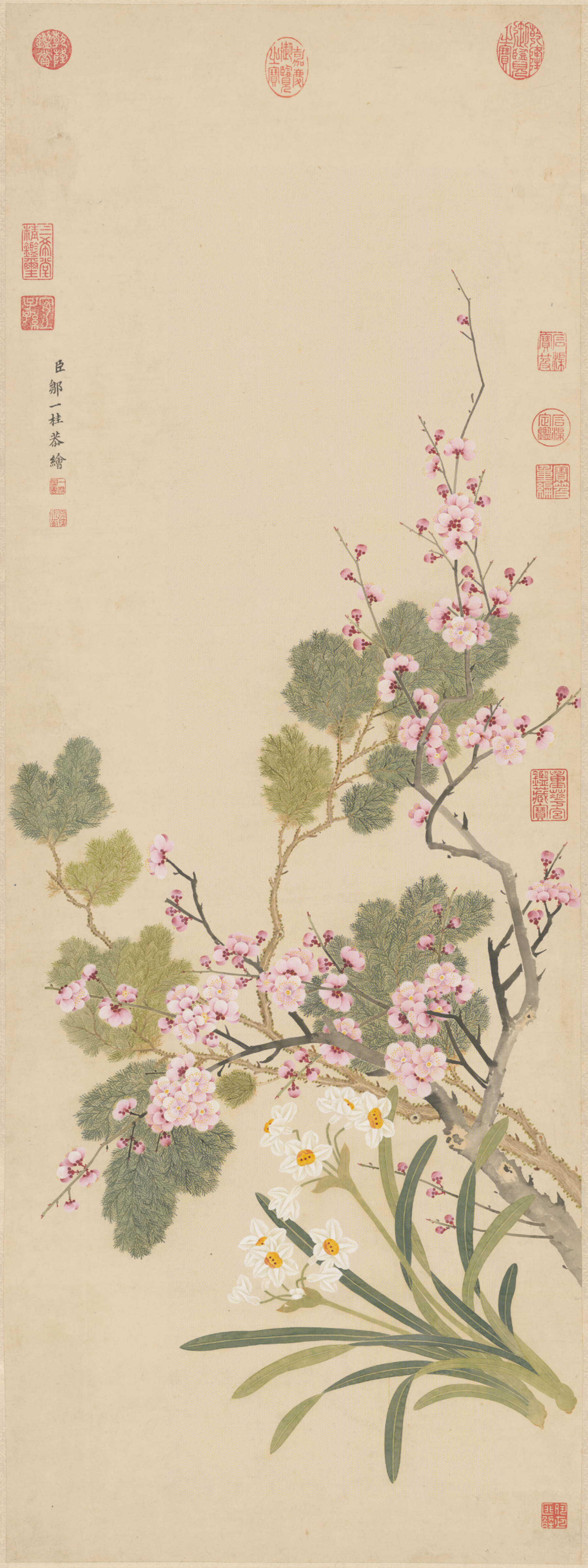
邹一桂《梅柏水仙图》（北京故宫博物院藏）

邹一桂（1686年—1772年），字原褒，号小山，晚号二知老人，江南无锡（今江苏）人，清朝政治人物、画家，進士出身。
邹一桂生于康熙二十五年（1686年），自幼受家庭熏陶，攻读经书，且酷爱绘画。雍正五年（1727年）登丁未科进士，殿试高居二甲第一名（传胪），授翰林院编修。雍正十年（1732年）任云南道监察御史。雍正十三年（1735年）任贵州学政期间，上疏整治科场弊端。乾隆七年（1742年）转任给事中。后历任太常寺少卿、大理寺卿、礼部侍郎，官至内阁学士。
邹一桂为官履职之余，酷爱绘画，其山水效宋人，花卉学恽南田，清润秀逸，别具一格。他曾精心描绘百科花卉，并各题一诗，集成《百花卷》，进呈乾隆帝，乾隆帝深为赞赏，且亦为《百花卷》题写绝句百首。
乾隆二十三年（1758年）邹一桂辞职回乡。乾隆帝南巡时，曾赐起“画禅颐寿”匾额。乾隆三十六年（1771年）赴京贺皇太后寿辰，加尚书衔。第二年回乡，卒于途中，年八十六。
传世诗、画作品有《春华秋实图》、《百花诗卷》、《秋山萧寺图》、《五君子图》、《小山画谱》、《小山诗钞》等。